# Zatoka Cork
Zatoka Cork (irl. Cuan Chorcaí) – zatoka na Morzu Celtyckim, przy ujściu rzeki Lee, w hrabstwie Cork w Irlandii.
Zatoka Cork jest jednym z najważniejszych portów morskich i obszarów przemysłowych Irlandii. Mieści się tu również główna baza Irlandzkiej Marynarki Wojennej. W północno-zachodniej części zatoki, niedaleko ujścia Lee, leżą miasta: Cork, Douglas i Rochestown. Dalej w kierunku południowym znajdują się kolejno: Passage West, Monkstown oraz port promowy Ringaskiddy. Przy wejściu do zatoki znajduje się Crosshaven z fortem Camden. W północnej części zatoki znajduje się wyspa Great Island, a na niej miasto Cobh. Wschodni brzeg zatoki jest zaludniony znacznie rzadziej - są tam jedynie dwie wsie: Whitegate i Aghada. Wejścia do zatoki od strony wschodniej broni fort Carlisle.

## Wyspy
- Great Island
- Fota Island
- Little Island
- Haulbowline(inne języki)
- Spike Island